# Campbell (Nebraska)
Campbell – wieś w Stanach Zjednoczonych, w stanie Nebraska, w hrabstwie Franklin.